# Encephalartos ghellinckii
Encephalartos ghellinckii là một loài thực vật hạt trần trong họ Zamiaceae. Loài này được Lem. mô tả khoa học đầu tiên năm 1868.